# Espúrio Postúmio Albino Paululo
Espúrio Postúmio Albino Paululo (em latim: Spurius Postumius Albinus Paululus) foi um político da gente Postúmia da República Romana eleito cônsul em 174 a.C. com Quinto Múcio Cévola. Era neto de Aulo Postúmio Albino, cônsul em 242 a.C.. Provavelmente era irmão do cônsul em 180 a.C., Aulo Postúmio Albino Lusco, e do cônsul no ano seguinte, Lúcio Postúmio Albino. Recebeu o agnome "Paululo" por ser baixo e para distingui-lo de seus irmãos.

## Primeiros anos
Foi edil curul em 185 a.C. e pretor na Sicília em 183 a.C..

## Consulado (174 a.C.)
Foi eleito cônsul em 174 a.C. com Quinto Múcio Cévola. Nesta época, Aulo, seu irmão mais velho, era censor e Lúcio, seu irmão mais novo, seria cônsul no ano seguinte, revelando o domínio da política romana de sua família. Como há muitas lacunas no quadragésimo-primeiro volume da obra de Lívio, não sabemos quase nada sobre o seu mandato, incluindo qual foi a sua província consular.
Neste ano, uma grande epidemia se abateu sobre Roma, matando diversos cidadãos ilustres, incluindo Públio Élio Peto, Cneu Servílio Cepião e Tibério Semprônio Longo.

## Anos finais
Em 171 a.C., juntamente com seus irmãos, exortou pela guerra contra o rei macedônio Perseu. Políbio afirma que ele viajou com Tibério Cláudio Nero e Marco Júnio Bruto e descreve sua missão como sendo alertar os aliados de Roma, especialmente Rodes, para o perigo representado por Perseu.